# Lübbow
Lübbow ist eine Gemeinde im Landkreis Lüchow-Dannenberg in Niedersachsen.

## Geographie

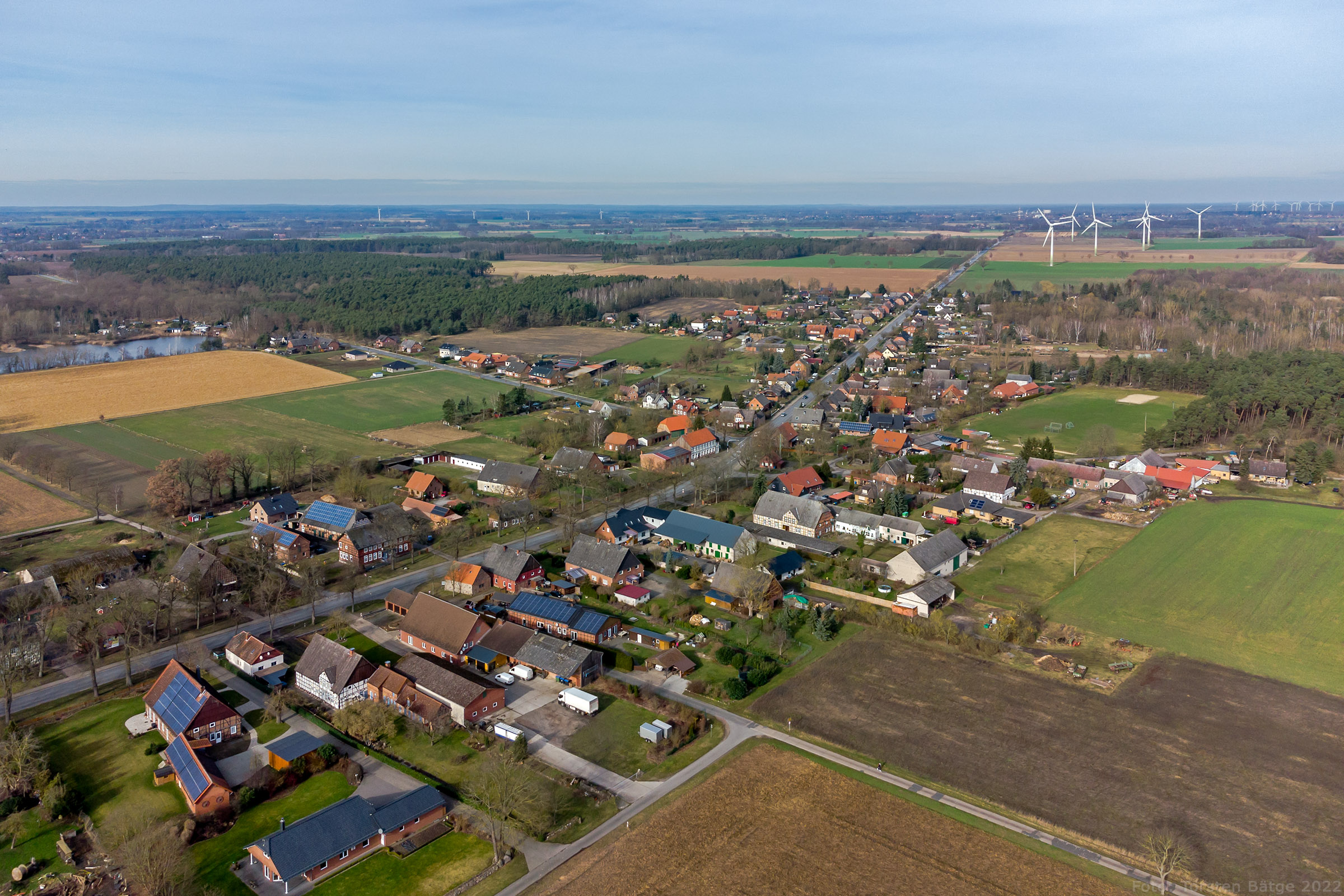
Lübbow

### Geographische Lage
Lübbow liegt im Naturpark Wendland.Elbe. Die Gemeinde gehört der Samtgemeinde Lüchow (Wendland) an, die ihren Verwaltungssitz in der Stadt Lüchow (Wendland) hat.

### Gemeindegliederung
Die Gemeinde Lübbow besteht aus folgenden Ortsteilen:
- Dangenstorf
- Lübbow
- Rebenstorf

## Eingemeindungen
Am 1. Juli 1972 wurden die Gemeinden Dangenstorf und Rebenstorf eingegliedert.

## Politik
Die Gemeinde Lübbow gehört zum Landtagswahlkreis 48 Elbe und zum Bundestagswahlkreis 38 Lüchow-Dannenberg – Lüneburg.

### Gemeinderat
Der Rat der Gemeinde Lübbow setzt sich aus neun Mitgliedern zusammen. Die Ratsmitglieder werden durch eine Kommunalwahl für jeweils fünf Jahre gewählt.
Bei der Kommunalwahl 2021 ergab sich folgende Sitzverteilung:
- Freie Liste Lübbow (FLL): 9 Sitze

Vorherige Sitzverteilungen:
| Wahljahr                                           | FLL | Gesamt  |
| 2016                                               | 9   | 9 Sitze |
| __________________________ FLL: Freie Liste Lübbow |     |         |

### Bürgermeister
Der ehrenamtliche Bürgermeister Matthias Holz wurde erstmals am 3. November 2011 gewählt und 2016 und 2021 wiedergewählt.

## Verkehr
- Die B 248 Salzwedel–Dannenberg (Elbe) führt direkt durch das Gemeindegebiet.

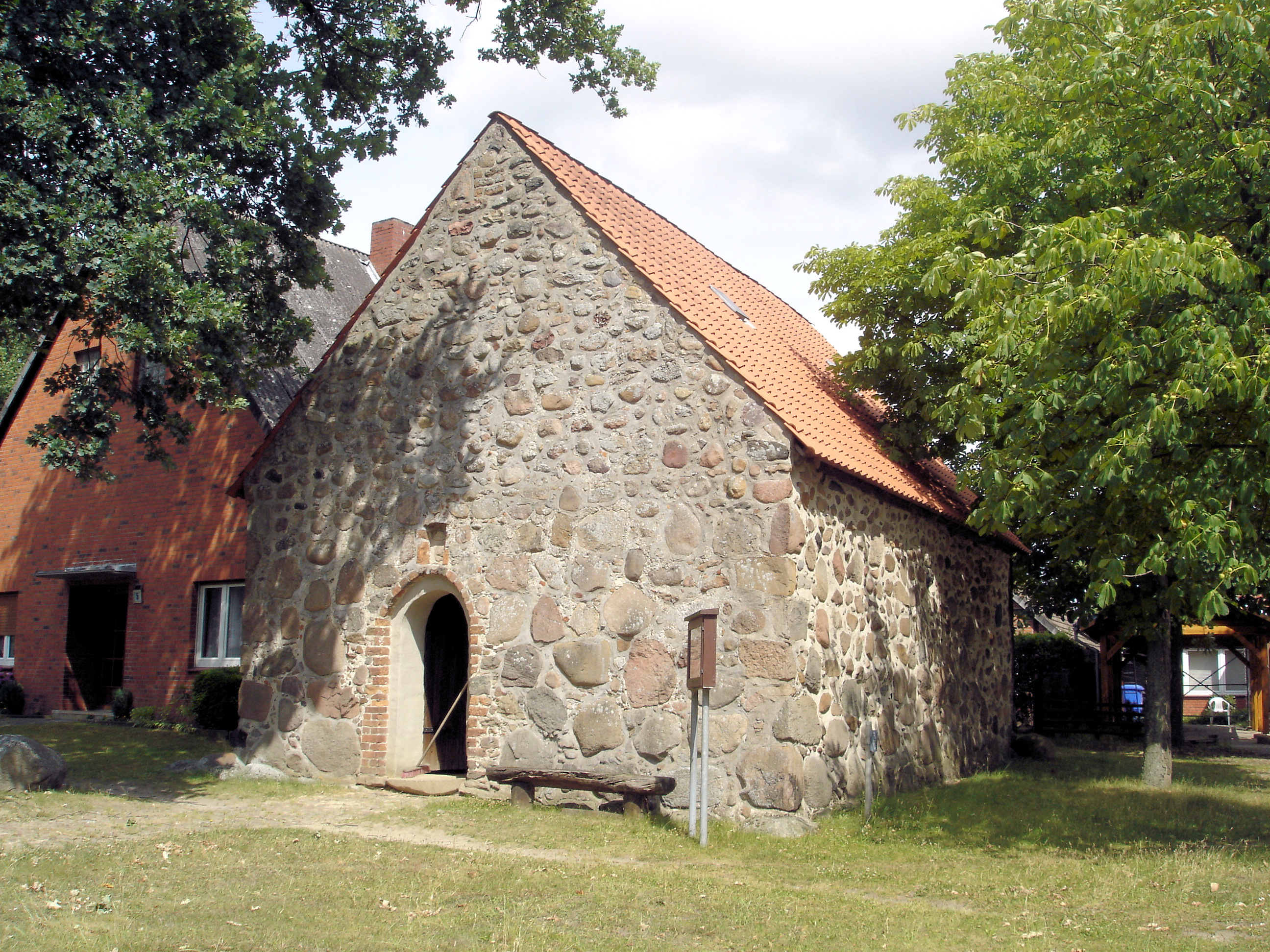
Kapelle St. Jakobi

## Sehenswürdigkeiten
In der Liste der Baudenkmale in Lübbow befinden sich die Baudenkmale der Gemeinde Lübbow. In der Liste der Bodendenkmale in Lübbow finden sich die Bodendenkmale.
In der Gemeinde Lübbow gibt es die evangelisch-lutherische Kirchengemeinde Rebenstorf, zu der auch die Kapelle in Lübbow gehört. Die Kirchengemeinde hat ein gemeinsames Pfarramt mit den Kirchengemeinden Bösel und Lemgow, dessen Sitz in Schweskau im Lemgow ist.
Die evangelische Kapelle St. Jakobi ist ein kleiner Feldsteinbau, der möglicherweise aus dem 13. Jahrhundert stammt. Der westlich gelegene rundbogige Eingang trägt eine Backsteinrahmung. Die Ostwand ist in Fachwerk ausgeführt.

## Steinzeitliche Funde
In den Kiesgruben von Lübbow wurden in den Jahren zwischen 1979 und 1985 mehrere Tausend Feuersteinartefakte gefunden, deren Herstellung Neandertalern vor etwa 200 000 Jahren zugeschrieben wird. Die Werkzeuge aus baltischem Feuerstein (Flint) wurden in den Vorschüttkiesen der Saalevereisung abgelagert, müssen noch vor der glazigenen (durch den Gletscher bedingten) Aufschüttung der Kiese und Sande hergestellt worden sein. Die heute der Öffentlichkeit überlieferte Sammlung stammt im Wesentlichen vom ehrenamtlichen Heimatforscher Hermann Leunig, unterstützt durch Wilcken Dürre. Die Sammlung wurde 1987 dem Landesmuseum Hannover übereignet. Es handelt sich bei den 600 wissenschaftlich analysierten Werkzeugen um ein Inventar des Acheuléen, das zu etwa 20 % in Levallois-Technik und zu 80 % in einfacher bzw. Clacton-Technik hergestellt worden ist. Unter den Geräten gibt es Faustkeile und Blattschaber.
Die „Sammlung Leunig“ ist heute einer der größten Acheuléen-Komplexe im norddeutschen Altmoränengebiet.

## Burg
In Lübbow stand eine 1434 erstmals urkundlich erwähnte Landesburg des Herzogtums Braunschweig-Lüneburg die möglicherweise als Reaktion auf den 1373 erfolgten Bau der Hoyersburg 1,8 km südlich in der Altmark errichtet worden ist. Sie erscheint in den Quellen als Sitz eines Grenzvogts. Bei der Anlage handelte es sich um eine Motte mit einer Fläche von ca. 500 m², die heute im Gelände nicht mehr erkennbar ist.